# Ring (The Connells)
Ring è un album del gruppo musicale statunitense The Connells, pubblicato dall'etichetta discografica TVT nel 1993.

## Descrizione
L'album, disponibile su musicassetta e compact disc, è prodotto dallo stesso gruppo e Lou Giordano.
Dal disco viene tratto il singolo dal successo internazionale '74-'75.

## Tracce
1. Slackjawed
2. Carry My Picture
3. '74-'75
4. Doin' You
5. Find Out
6. Eyes on the Ground
7. Spiral
8. Hey You
9. New Boy
10. Disappointed
11. Burden
12. Any Day Now
13. Running Mary